# Dawood Ibrahim
Dawood Ibrahim Kaskar, surnommé "Don Dawood" ou "Dawood bhai", né le 26 décembre 1955 à Dongri, un village du district de Ratnigiri, dans l'État du Maharashtra (Inde), est un parrain du crime organisé indien. Il dirige la D-Company et est considéré comme le gangster le plus puissant et dangereux du monde avec une fortune estimée par le magazine Forbes en 2015 entre 6 et 7 milliards de dollars. Les autorités indiennes estiment que sa fortune s'élève à au moins 20 milliards de dollars, ce qui ferait de lui l'un des criminels les plus riches de l'histoire.

## Biographie
Le père de Dawood Ibrahim était officier de police modestement rémunéré. Dawood et son frère Shabir s'adonnent à la criminalité. Sa carrière criminelle a commencé à Bombay, où il s'est hissé au sommet du milieu local en étant à la tête du gang des Konkanis.
En 1974, à 19 ans, il réalise son premier gros coup, un braquage qui lui rapporte 200.000 dollars. Lui et son frère tombent dans une embuscade en 1981, et son frère perd la vie alors que Dawood parvient à prendre la fuite. Les 3 assassins de son frère sont tués dans les 3 années qui suivent, ce qui force la police à le traquer. Il s'installe alors à Dubaï. Son lieutenant Chhota Rajan reprend la gestion de ses activités en Inde.
Il participe à l'organisation des attentats de Bombay de 1993 (257 morts et plus de 700 blessés). Les attentats de 1993 ont transformé la dimension purement commerciale de sa mafia en vendetta contre le monde politique indien. Après l'attentat de 1993, il fuit au Pakistan. Il tente de négocier un retour en Inde avec les autorités du pays, mais cette démarche échoue. Par trois fois en 1994, l'Inde prévoit des plans de capture du parrain de la D-Company, mais annule systématiquement ces opérations à la dernière minute.
Au Pakistan, il renfloue les caisses de la banque centrale du pays et finance les groupes armés dans la région du cashmire.
Il a depuis étendu un réseau international qualifié d'empire criminel, incluant du trafic d'armes, d'or, d'Hawala, de contrefaçon et de drogues, du racket dans le milieu du cinéma indien (Bollywood) et dans le milieu du cricket et du piratage sur le marché de la téléphonie mobile. Il a des intérêts dans de nombreux pays d'Asie, d'Europe et d'Afrique. On le dit très lié aux services secrets pakistanais. Il serait le commanditaire du meurtre du producteur bollywoodien Gulshan Kumar, créateur du label musical T-Series, le 12 août 1997, en plein jour et en pleine rue.
Son organisation surnommée D-Company a été identifiée comme une organisation criminelle et terroriste liée à Al-Qaïda par le Congrès des États-Unis.  Le 16 octobre 2003, les États-Unis le désigne officiellement comme un supporter du terrorisme et exige que l'Union européenne adopte aussi cette posture. Le 3 novembre 2003, il est référencé par l'ONU comme associé à Al-Qaïda, à Oussama ben Laden ou aux Talibans. En 2006, le président américain George W. Bush le qualifie de narcotrafiquant. 
Il est l'auteur des attaques à Bombay du 26 au 29 novembre 2008 qui firent 31 morts. Les autorités indiennes offrent alors une récompense de 25 millions de dollars pour sa capture,. 
En 2020, les autorités du Pakistan publient une liste de maisons appartenant à Dawood Ibrahim, dont la White House située à Karachi. Le gouvernement pakistanais nie cependant la présence du parrain sur son sol. Les autorités indiennes publient alors les numéros d'une vingtaine de passeports différents utilisés par Dawood Ibrahim pour voyager librement, ses passeports émis par l'Inde, le Pakistan, Dubaï et la République Dominicaine. Une semaine plus tard, la République dominicaine nie avoir délivré la nationalité à Dawood Ibrahim. En novembre 2020, les autorités indiennes mettent aux enchères 6 propriétés appartenant à Dawood Ibrahim. 

## Classement
- 2008 : "10 criminels les plus recherchés", classement du magazine Forbes[14]
- 2009 : "50 personnalités les plus puissantes dans le monde", classement du magazine Forbes[14].

## Dans la culture populaire
Dawood Ibrahim a fait l'objet de nombreux films, faisant de lui le Scarface indien :
- D (2005)
- Once Upon a Time In Mumbaai (2010)
- D Company (2013)
- D-Day (2013)
- Coffee with D (2017)

## Vie privée
En 2005, sa fille Junaid se marie avec le joueur de cricket Javed Miandad.